# Референдум в Словакии (2000)
Референдум в Словакии 2000 года — четвёртый в истории Словакии референдум, который состоялся 11 ноября 2000 года. Целью референдума было проведение досрочных парламентских выборов в Национальный Совет. На референдуме задавался вопрос: «Вы за то, чтобы Национальный Совет Словацкой Республики принял государственный закон, по которому полномочия Парламента, избранного в 1998 году, заканчиваются в день выборов в Национальный Совет, который наступит через 150 дней после дня оглашения результатов референдума?» (словац. Ste za to, aby sa Národná rada Slovenskej republiky uzniesla na ústavnom zákone: Volebné obdobie NR SR, zvolenej v roku 1998, sa končí dňom volieb do Národnej rady Slovenskej republiky, ktoré sa vykonajú do 150 dní odo dňa vyhlásenia výsledkov referenda?).
95% голосовавших проголосовали за проведение досрочных выборов, но и этот референдум, как и предыдущие три, признали недействительным: явка составила 20% при необходимых 50%.

## Результаты
| Выбор                   | Голоса    | %    |
| ----------------------- | --------- | ---- |
| За                      | 759 124   | 95,1 |
| Против                  | 39,363    | 4,9  |
| Недействительные голоса | 17 767    | –    |
| Итого                   | 816 254   | 100  |
| Избиратели, %           | 4 085 172 | 20   |